# Hello! Project Kids
Hello! Project Kids (jap. ハロー！プロジェクト・キッズ Harō! Purojekuto Kizzu) – japońska grupa muzyczna. W jej skład wchodzi piętnaście młodych dziewczyn, wybranych w  2002 roku spośród 27 958 kandydatek. Grupa ta jest częścią popularnego w Japonii projektu muzycznego Hello! Project. H!P Kids składa się z kilku zespołów ogólnych (Berryz Kōbō, °C-ute, Buono!) oraz wielu innych, aktywnych do dziś oraz tych, które zakończyły swoją karierę.

## Skład H!P Kids

### Aktualny
- Saki Shimizu (清水佐紀)
- Maimi Yajima (矢島舞美)
- Momoko Tsugunaga (嗣永桃子)
- Chinami Tokunaga (徳永千奈美)
- Maasa Sudō (須藤茉麻)
- Miyabi Natsuyaki (夏焼雅)
- Yurina Kumai (熊井友理奈)
- Saki Nakajima (中島早貴)
- Risako Sugaya (菅谷梨沙子)
- Airi Suzuki (鈴木愛理)
- Chisato Okai (岡井千聖)
- Mai Hagiwara (萩原舞)

### Były
- Erika Umeda (梅田えりか)
- Megumi Murakami (村上愛) – zakończyła karierę 31 października 2006, by kontynuować naukę i zachować życie prywatne
- Maiha Ishimura (石村舞波) – zakończyła karierę 2 października 2005, by kontynuować dalszą naukę w szkole
- Kanna Arihara (有原栞菜) – 9 lipca 2009 zakończyła karierę z powodu choroby

## Zespoły

### Aktywne
- Berryz Kōbō (jap. ベリーズ工房 Beriizu Kōbō)
- °C-ute (jap. キュート Kyūto)
- Buono! (jap. ボーノ！ Bōno!)

### Pozostałe
- Shugo Chara Egg! (しゅごキャラエッグ！ Shugo Kyara Eggu!)
- Guardians 4 (ガーディアンズフォー Gaadianzu Fō)
- S/mileage (スマイレージ Sumaireeji)

### Nieistniejące
- 4Kids
- Aa! (あぁ！)
- ZYX
- Kira★Pika (きら★ぴか)